# Postwissel
Een postwissel, soms ook postmandaat genoemd, is een methode om geld te verzenden.

## Werking
Bij de postwissel gaat degene die geld wil verzenden naar een postkantoor en stort daar een bedrag in contant geld en geeft het adres van de ontvanger op. De ontvanger krijgt dan de postwissel in de brievenbus. Deze gaat hiermee naar zijn postkantoor, geeft de postwissel af en ontvangt daarbij het gestorte bedrag in contant geld. Soms is het daarbij nodig dat de ontvanger een codewoord opgeeft, dat de verzender, los van de postwissel, aan de ontvanger heeft meegedeeld.
Een voordeel van een postwissel is dat geen van beide partijen een bankrekening hoeft te hebben, en dat het bedrag gegarandeerd is, in tegenstelling tot bij een cheque.

## Postwissels internationaal
In Nederland werden postwissels afgehandeld door de Postbank en zijn voorlopers, tot deze in 2002 met de dienst staakte.
In België worden postwissels afgehandeld door Bpost bank.

## Populariteit en alternatieven
In Nederland is het gebruik van het giraal betalingsverkeer zeer wijdverbreid; vrijwel iedereen heeft een bankrekening waarmee het overmaken van geld makkelijker is – geen van beide partijen hoeft nog naar het postkantoor. Dit is een van de redenen waarom postwissels nog maar zelden gebruikt worden. Door de impopulariteit herkent het algemene publiek de postwissel vaak niet meer en vindt er relatief veel fraude met valse postwissels plaats.

## Alternatieven
Geldwissel-diensten zoals Western Union en MoneyGram werken volgens hetzelfde principe als de postwissel behalve dat de afhandeling ervan door een ander bedrijf dan een postbank gebeurt. Ze werken tegenwoordig sneller dan postwissels doordat de verzending niet alleen per post, maar ook digitaal kan plaatsvinden.
Een postbewijszegel is een speciale vorm van postwissel, waarbij de verzender niet naar het postkantoor gaat voor een exact bedrag, maar een aantal zegels koopt die een waarde aangeven, alsmede een formulier. Hierdoor kan een verzender de middelen voor het verzenden van een postwissel in huis halen zonder van tevoren het bedrag of de ontvanger te hoeven weten.